# Хаберо (район)
Хаберо (тигринья ሓበሮ) — район на северо-западе провинции (зобы) Ансэба в Эритрее с административным центром в городе Хаберо.